# Melodifestivalen 2010
Melodifestivalen 2010 – 49. edycja szwedzkich preselekcji do Konkursu Piosenki Eurowizji 2010. Półfinały odbyły się kolejno: 6, 13, 20 oraz 27 lutego, druga szansa 6 marca, a finał 13 marca. Podczas półfinałów o wynikach decydowali widzowie za pomocą głosowania telefonicznego, natomiast reprezentanta wybrali w połowie widzowie oraz jury (w składzie 11 osób, w tym 6 członków międzynarodowych i 5 członków regionalnych).
Preselekcje wygrała Anna Bergendahl z piosenką „This Is My Life”, zdobywając w sumie 214 punktów w finale.

## Format

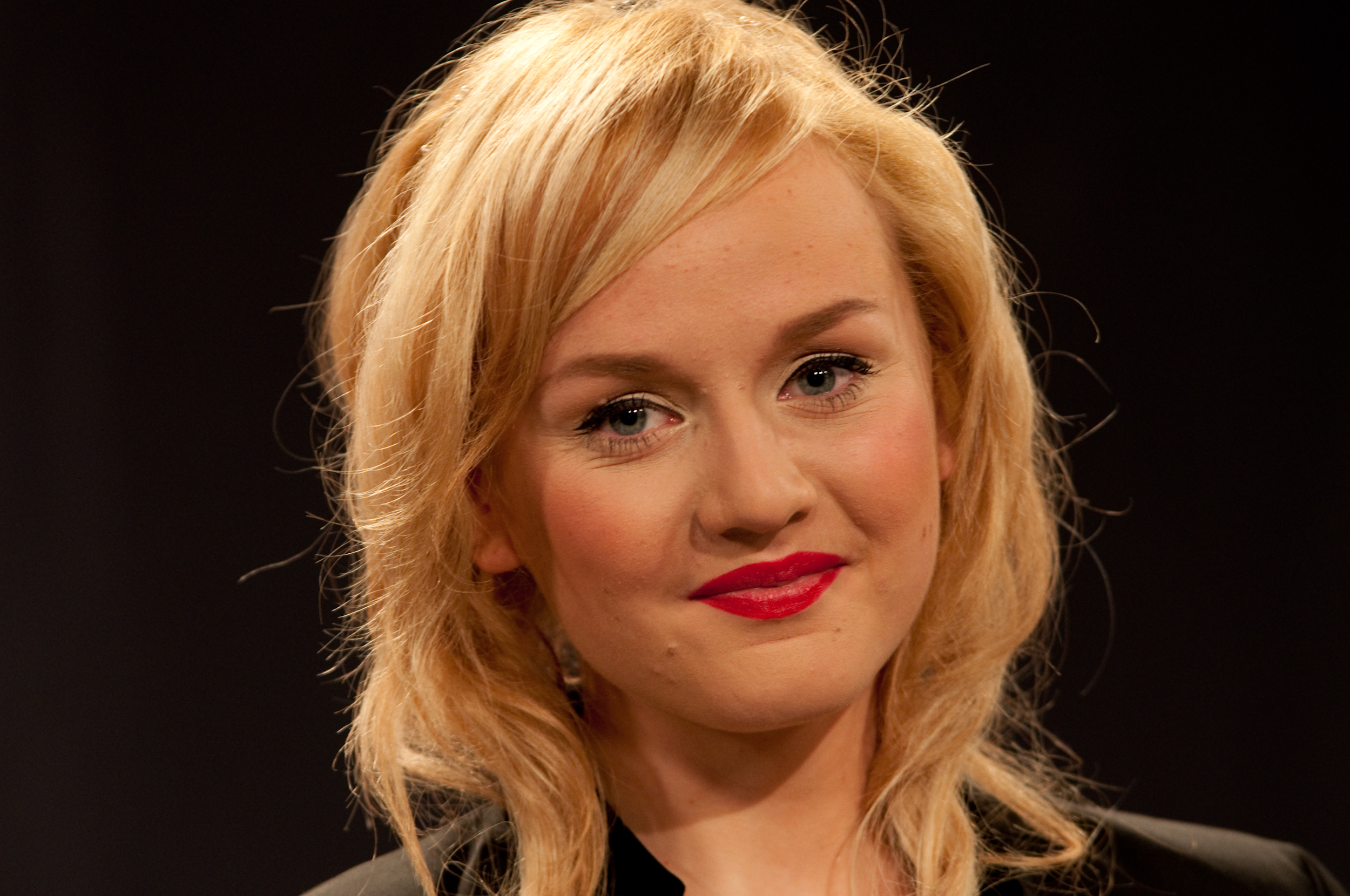
Zwyciężczyni Melodifestivalen 2010 – Anna Bergendahl

Trzydziestu dwóch uczestników podzielono na cztery ośmioosobowe półfinały. Z każdego półfinału dwójka najlepszych uczestników otrzymała automatyczny awans do finału. Laureaci trzeciego oraz czwartego miejsca półfinałów zakwalifikowali się zaś do dogrywki – drugiej szansy, z którego kolejna dwójka zakwalifikowała się do wielkiego finału.

### Harmonogram
Tradycyjnie każdy etap odbywał się w innym szwedzkim mieście, a finał niezmiennie został zorganizowany w Sztokholmie.
| Data      | Miasto       | Miejsce           | Etap                         |
| --------- | ------------ | ----------------- | ---------------------------- |
| 6 lutego  | Örnsköldsvik | Fjällräven Center | Półfinał 1                   |
| 13 lutego | Sandviken    | Göransson Arena   | Półfinał 2                   |
| 20 lutego | Göteborg     | Scandinavium      | Półfinał 3                   |
| 27 lutego | Malmö        | Malmö Arena       | Półfinał 4                   |
| 6 marca   | Örebro       | Conventum Arena   | Druga szansa (Andra chansen) |
| 13 marca  | Sztokholm    | Globen            | Finał                        |

## Półfinały

### Półfinał 1
Pierwszy półfinał odbył się 6 lutego 2010 w Fjällräven Center w Örnsköldsvik. Spośród ośmiu uczestników bezpośrednio do finału awansowali: Salem Al Fakir z piosenką „Keep On Walking” oraz Ola Svensson z utworem „Unstoppable”, a Jessica Andersson i Pain of Salvation ze swoimi kompozycjami trafili do dogrywki – drugiej szansy.
| L.p. | Artysta           | Piosenka                       | Tekst (t) / Muzyka (m)                                                                     | Liczba głosów | Liczba głosów | Miejsce | Rezultat          |
| L.p. | Artysta           | Piosenka                       | Tekst (t) / Muzyka (m)                                                                     | Runda 1       | Runda 2       | Miejsce | Rezultat          |
| ---- | ----------------- | ------------------------------ | ------------------------------------------------------------------------------------------ | ------------- | ------------- | ------- | ----------------- |
| 1    | Ola Svensson      | „Unstoppable”                  | Dimitri Stassos (t/m), Alexander Kronlund (t/m), Hanif Sabzevari (t/m), Ola Svensson (t/m) | 44 796        | 64 601        | 2       | Finał             |
| 2    | Jenny Silver      | „A Place to Stay”              | Torben Hedlund (t/m)                                                                       | 6 970         | –             | 8       | Odpadła           |
| 3    | Linda Pritchard   | „You're Making Me Hot-Hot-Hot” | Tobias Lundgren (t/m), Johan Fransson (t/m), Tim Larsson (t/m)                             | 27 482        | 34 609        | 5       | Odpadła           |
| 4    | Pain of Salvation | „Road Salt”                    | Daniel Gildenlöw (t/m)                                                                     | 28 457        | 46 788        | 4       | Druga szansa      |
| 5    | Anders Ekborg     | „The Saviour”                  | Henrik Janson (t/m), Tony Nilsson (t/m)                                                    | 26 044        | –             | 6       | Odpadł            |
| 6    | Jessica Andersson | „I Did It for Love”            | Kristian Wejshag (t), Lars „Dille” Diedricson (m)                                          | 45 622        | 57 629        | 3       | Druga szansa      |
| 7    | Frispråkarn       | „Singel”                       | Håkan Bäckman (t), Hamed K-One Pirouzpanah (m)                                             | 13 592        | –             | 7       | Odpadł            |
| 8    | Salem Al Fakir    | „Keep On Walking”              | Salem Al Fakir (t/m)                                                                       | 47 047        | –             | 1       | Dzika karta Finał |

Legenda:
     Uczestnicy, którzy awansowali do finału
     Uczestnicy, którzy trafili do drugiej szansy

### Półfinał 2
Drugi półfinał odbył się 13 lutego 2010 w Göransson Arena w Sandviken. Spośród ośmiu uczestników bezpośrednio do finału awansowali: Eric Saade z piosenką „Manboy” oraz Andreas Johnson z utworem „We Can Work It Out”, a Kalle Moraeus i Orsa Spelmän oraz Pauline ze swoimi kompozycjami trafili do dogrywki – drugiej szansy.
| L.p. | Artysta                              | Piosenka                       | Tekst (t) / Muzyka (m) | Liczba głosów | Liczba głosów | Miejsce | Rezultat                 |
| L.p. | Artysta                              | Piosenka                       | Tekst (t) / Muzyka (m) | Runda 1       | Runda 2       | Miejsce | Rezultat                 |
| ---- | ------------------------------------ | ------------------------------ | --- | ------------- | ------------- | ------- | ------------------------ |
| 1    | Eric Saade                           | „Manboy”                       | Fredrik Kempe (t/m), Peter Boström (m) | 58 005        | –             | 1       | Finał                    |
| 2    | Andra Generationen i Dogge Doggelito | „Hippare Hoppare”              | Vlatko Ancevski (t/m), Vlatko Gicarevski (t/m), Mats Nilsson (/tm), Teddy Paunkoski (t/m), Otis Sandsjö (t/m), Stevan Tomulevski (t/m), Douglas Léon (t/m) | 18 411        | –             | 6       | Odpadli                  |
| 3    | Anna-Maria Espinosa                  | „Innan alla ljusen brunnit ut” | Danne Attlerud (t), Stefan Woody (m) | 6 155         | –             | 8       | Odpadła                  |
| 4    | MiSt i Highlights                    | „Come and Get Me Now”          | Mia Terngård (t/m), Stefan Lebert (m) | 10 978        | –             | 7       | Dzika karta Odpadli      |
| 5    | Pauline                              | „Sucker for Love”              | Pauline Kamusewu (t), Fredrik „Fredro” Ödesjö (m), Andreas Levander (m), Johan „Jones” Wetterberg (m)                                                      | 37 478        | 53 604        | 4       | Dzika karta Druga szansa |
| 6    | Andreas Johnson                      | „We Can Work It Out”           | Andreas Johnson (t), Bobby Ljunggren (m), Marcos Ubeda (m)                                                                                                 | 43 794        | 66 794        | 2       | Finał                    |
| 7    | Kalle Moraeus i Orsa Spelmän         | „Underbart”                    | Lina Eriksson (t), Johan Moraeus (m) | 54 912        | 57 063        | 3       | Druga szansa             |
| 8    | Hanna Lindblad                       | „Manipulated”                  | Sarah Lundbäck (t/m), Iggy Strange-Dahl (t/m), Hayden Bell (t/m), Erik Lewander (t/m)                                                                      | 22 504        | 27 287        | 5       | Odpadła                  |

Legenda:
     Uczestnicy, którzy awansowali do finału
     Uczestnicy, którzy trafili do drugiej szansy

### Półfinał 3
Trzeci półfinał odbył się 20 lutego 2010 w Scandinavium w Göteborgu. Spośród ośmiu uczestników bezpośrednio do finału awansowali: Timoteij z piosenką „Kom” oraz Darin z utworem „You're Out of My Life”, a Crucified Barbara i Alcazar ze swoimi kompozycjami trafili do dogrywki – drugiej szansy.
| L.p. | Artysta             | Piosenka                    | Tekst (t) / Muzyka (m)                                           | Liczba głosów | Liczba głosów | Miejsce | Rezultat          |
| L.p. | Artysta             | Piosenka                    | Tekst (t) / Muzyka (m)                                           | Runda 1       | Runda 2       | Miejsce | Rezultat          |
| ---- | ------------------- | --------------------------- | ---------------------------------------------------------------- | ------------- | ------------- | ------- | ----------------- |
| 1    | Alcazar             | „Headlines”                 | Tony Nilsson (t/m), Peter Boström (t/m)                          | 31 978        | 40 234        | 4       | Druga szansa      |
| 2    | Johannes Bah Kuhnke | „Tonight”                   | Sharon Vaughn (t/m), Anders Hansson (t/m)                        | 6 201         | –             | 8       | Odpadł            |
| 3    | Elin Lanto          | „Doctor Doctor”             | Tony Nilsson (t/m), Mirja Breitholtz (t/m)                       | 16 491        | –             | 7       | Odpadła           |
| 4    | Erik Linder         | „Hur kan jag tro på kärlek” | Kenneth Gärdestad (t), Tony Malm (m), Niclas Lundin (m)          | 22 327        | 28 482        | 5       | Odpadł            |
| 5    | Getty Domein        | „Yeba”                      | Getty Domein Mpanzu (t), Tuomas (Tiny) Pyhäjärvi (m)             | 16 572        | –             | 6       | Odpadł            |
| 6    | Timoteij            | „Kom”                       | Niclas Arn (t/m), Karl Eurén (t/m), Gustav Eurén (t/m)           | 65 762        | –             | 1       | Finał             |
| 7    | Darin               | „You're Out of My Life”     | Henrik Janson (t/m), Tony Nilsson (t/m)                          | 63 144        | 113 593       | 2       | Dzika karta Finał |
| 8    | Crucified Barbara   | „Heaven or Hell”            | Håkan Larsson (t/m), Jörgen Svensson (t/m), Björn Lönnroos (t/m) | 51 179        | 61 923        | 3       | Druga szansa      |

Legenda:
     Uczestnicy, którzy awansowali do finału
     Uczestnicy, którzy trafili do drugiej szansy

### Półfinał 4
Czwarty półfinał odbył się 27 lutego 2010 w Malmö Arena w Malmö. Spośród ośmiu uczestników bezpośrednio do finału awansowali: Anna Bergendahl z piosenką „This Is My Life” oraz Peter Jöback z utworem „Hollow”, a Pernilla Wahlgren i NEO ze swoimi kompozycjami trafili do dogrywki – drugiej szansy.
| L.p. | Artysta           | Piosenka               | Tekst (t) / Muzyka (m)                                                                    | Liczba głosów | Liczba głosów | Miejsce | Rezultat          |
| L.p. | Artysta           | Piosenka               | Tekst (t) / Muzyka (m)                                                                    | Runda 1       | Runda 2       | Miejsce | Rezultat          |
| ---- | ----------------- | ---------------------- | ----------------------------------------------------------------------------------------- | ------------- | ------------- | ------- | ----------------- |
| 1    | Sibel             | „Stop”                 | Mikaela Stenström (t/m), Dimitri Stassos (t/m)                                            | 16 513        | –             | 7       | Odpadła           |
| 2    | Py Bäckman        | „Magisk stjärna”       | Py Bäckman (t/m), Micke Wennborn (m)                                                      | 3 822         | –             | 8       | Odpadła           |
| 3    | NEO               | „Human Frontier”       | Tobias Jonsson (t/m), Anneli Axelsson (t/m)                                               | 25 772        | 31 110        | 4       | Druga szansa      |
| 4    | Lovestoned        | „Thursdays”            | Sharon Vaughn (t), Thomas G:son (m), Peter Boström (m)                                    | 25 070        | –             | 6       | Odpadli           |
| 5    | Anna Bergendahl   | „This Is My Life”      | Kristian Lagerström (t), Bobby Ljunggren (m)                                              | 52 838        | –             | 1       | Finał             |
| 6    | Pernilla Wahlgren | „Jag vill om du vågar” | Daniel Barkman (t), Pernilla Wahlgren (t), Pontus Assarsson (t/m), Jörgen Ringqvist (t/m) | 36 138        | 42 439        | 3       | Druga szansa      |
| 7    | Noll disciplin    | „Idiot”                | Niklas Jarl (t/m), Per Aldeheim (t/m)                                                     | 27 504        | 26 082        | 5       | Odpadli           |
| 8    | Peter Jöback      | „Hollow”               | Anders Hansson (t/m), Fredrik Kempe (t/m)                                                 | 49 464        | 61 099        | 2       | Dzika karta Finał |

Legenda:
     Uczestnicy, którzy awansowali do finału
     Uczestnicy, którzy trafili do drugiej szansy

## Druga szansa
Dogrywka – druga szansa odbyła się 6 marca 2010 w Conventum Arena w Örebro. Do finału ostatecznie udało się awansować Pernillie Wahlgren z piosenką „Jag vill om du vågar” oraz Jessice Andersson z utworem „I Did It for Love”.

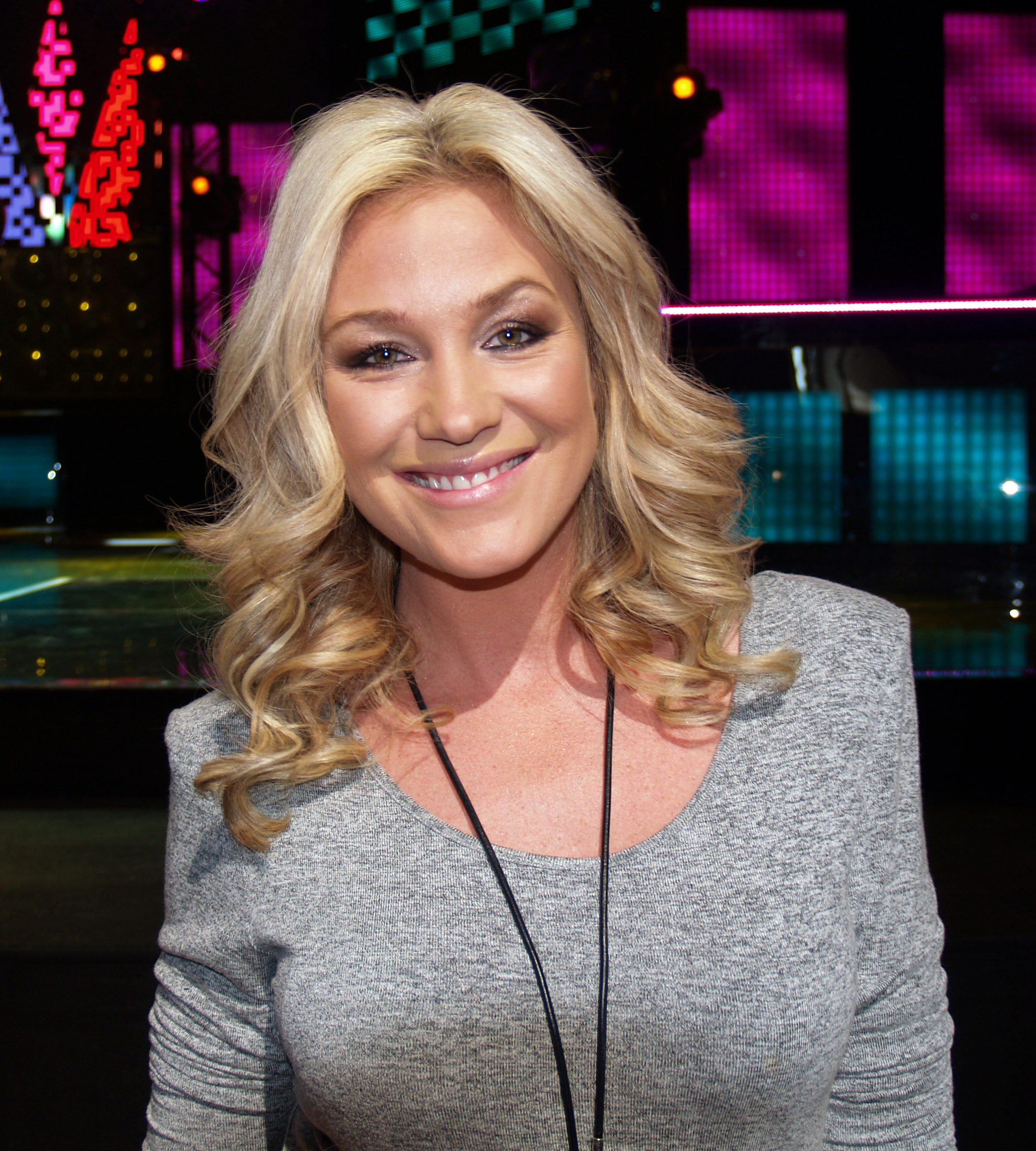
Jessica Andersson podczas Melodifestivalen 2010

| Półfinał | Artysta                      | Piosenka               | Tekst (t) / Muzyka (m)                                                                                | Duet |
| -------- | ---------------------------- | ---------------------- | --- | ---- |
| 1        | Jessica Andersson            | „I Did It for Love”    | Kristian Wejshag (t), Lars „Dille” Diedricson (m)                                                     | 4    |
| 1        | Pain of Salvation            | „Road Salt”            | Daniel Gildenlöw (t/m)                                                                                | 1    |
| 2        | Kalle Moraeus i Orsa Spelmän | „Underbart”            | Lina Eriksson (t), Johan Moraeus (m)                                                                  | 3    |
| 2        | Pauline                      | „Sucker for Love”      | Pauline Kamusewu (t), Fredrik „Fredro” Ödesjö (m), Andreas Levander (m), Johan „Jones” Wetterberg (m) | 2    |
| 3        | Crucified Barbara            | „Heaven or Hell”       | Håkan Larsson (t/m), Jörgen Svensson (t/m), Björn Lönnroos (t/m)                                      | 2    |
| 3        | Alcazar                      | „Headlines”            | Tony Nilsson (t/m), Peter Boström (t/m)                                                               | 4    |
| 4        | Pernilla Wahlgren            | „Jag vill om du vågar” | Daniel Barkman (t), Pernilla Wahlgren (t), Pontus Assarsson (t/m), Jörgen Ringqvist (t/m)             | 1    |
| 4        | NEO                          | „Human Frontier”       | Tobias Jonsson (t/m), Anneli Axelsson (t/m)                                                           | 3    |

### Duety

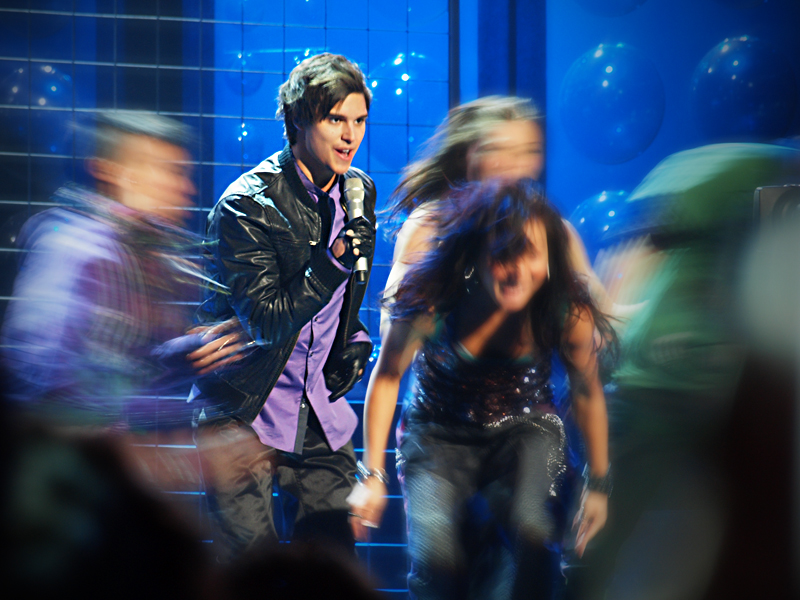
Eric Saade, wykonując piosenkę „Manboy” podczas swojego występu w Melodifestivalen 2010

|  |            |                                          |            |                                       |        |            |                                          |         |  |  |                 |                 |                 |
|  | Runda 1    | Runda 1                                  | Runda 1    |                                       |        | Runda 2    | Runda 2                                  | Runda 2 |  |  | Zakwalifikowani | Zakwalifikowani | Zakwalifikowani |
|  | Runda 1    | Runda 1                                  | Runda 1    |                                       |        | Runda 2    | Runda 2                                  | Runda 2 |  |  | Zakwalifikowani | Zakwalifikowani | Zakwalifikowani |
|  |            |                                          |            |                                       |        |            |                                          |         |  |  |                 |                 |                 |
|  |            |                                          |            |                                       |        |            |                                          |         |  |  |                 |                 |                 |
|  | Półfinał 1 | Pain of Salvation „Road Salt”            | 52 570     |                                       |        |            |                                          |         |  |  |                 |                 |                 |
|  | Półfinał 1 | Pain of Salvation „Road Salt”            | 52 570     |                                       |        |            |                                          |         |  |  |                 |                 |                 |
|  | Półfinał 4 | Pernilla Wahlgren „Jag vill om du vågar” | 62 677     |                                       |        |            |                                          |         |  |  |                 |                 |                 |
|  | Półfinał 4 | Pernilla Wahlgren „Jag vill om du vågar” | 62 677     |                                       |        | Półfinał 4 | Pernilla Wahlgren „Jag vill om du vågar” | 79 693  |  |  |                 |                 |                 |
|  |            |                                          |            |                                       |        | Półfinał 4 | Pernilla Wahlgren „Jag vill om du vågar” | 79 693  |  |  |                 |                 |                 |
|  |            |                                          | Półfinał 3 | Crucified Barbara „Heaven or Hell”    | 74 933 |            |                                          |         |  |  |                 |                 |                 |
|  | Półfinał 2 | Pauline „Sucker for Love”                | Półfinał 3 | Crucified Barbara „Heaven or Hell”    | 74 933 | 50 111     |                                          |         |  |  |                 |                 |                 |
|  | Półfinał 2 | Pauline „Sucker for Love”                |            |                                       |        |            |                                          |         |  |  |                 |                 |                 |
|  | Półfinał 3 | Crucified Barbara „Heaven or Hell”       | 54 139     |                                       |        |            |                                          |         |  |  |                 |                 |                 |
|  | Półfinał 3 | Crucified Barbara „Heaven or Hell”       | 54 139     |                                       |        | Półfinał 4 | Pernilla Wahlgren „Jag vill om du vågar” | Finał   |  |  |                 |                 |                 |
|  |            |                                          |            |                                       |        |            |                                          |         |  |  |                 |                 |                 |
|  |            |                                          | Półfinał 1 | Jessica Andersson „I Did It for Love” | Finał  |            |                                          |         |  |  |                 |                 |                 |
|  | Półfinał 2 | Kalle Moraeus i Orsa Spelmän „Underbart” | Półfinał 1 | Jessica Andersson „I Did It for Love” | Finał  | 81 619     |                                          |         |  |  |                 |                 |                 |
|  | Półfinał 2 | Kalle Moraeus i Orsa Spelmän „Underbart” |            |                                       |        |            |                                          |         |  |  |                 |                 |                 |
|  | Półfinał 4 | NEO „Human Frontier”                     | 50 700     |                                       |        |            |                                          |         |  |  |                 |                 |                 |
|  | Półfinał 4 | NEO „Human Frontier”                     | 50 700     |                                       |        | Półfinał 2 | Kalle Moraeus i Orsa Spelmän „Underbart” | 90 050  |  |  |                 |                 |                 |
|  |            |                                          |            |                                       |        | Półfinał 2 | Kalle Moraeus i Orsa Spelmän „Underbart” | 90 050  |  |  |                 |                 |                 |
|  |            |                                          | Półfinał 1 | Jessica Andersson „I Did It for Love” | 93 447 |            |                                          |         |  |  |                 |                 |                 |
|  | Półfinał 3 | Alcazar „Headlines”                      | Półfinał 1 | Jessica Andersson „I Did It for Love” | 93 447 | 68 618     |                                          |         |  |  |                 |                 |                 |
|  | Półfinał 3 | Alcazar „Headlines”                      |            |                                       |        |            |                                          |         |  |  |                 |                 |                 |
|  | Półfinał 1 | Jessica Andersson „I Did It for Love”    | 94 623     |                                       |        |            |                                          |         |  |  |                 |                 |                 |
|  | Półfinał 1 | Jessica Andersson „I Did It for Love”    | 94 623     |                                       |        |            |                                          |         |  |  |                 |                 |                 |

## Finał
Finał odbył się 13 marca 2010 w Globen w Sztokholmie. Ostatecznie zwyciężczynią preselekcji została Anna Bergendahl z piosenką „This Is My Life”, zdobywając w sumie 214 punktów.
| L.p. | Artysta           | Piosenka                | Tekst (t) / Muzyka (m)                                                                     | Liczba punktów | Liczba punktów | Liczba punktów | Miejsce |
| L.p. | Artysta           | Piosenka                | Tekst (t) / Muzyka (m)                                                                     | Jury           | Widzowie       | Razem          | Miejsce |
| ---- | ----------------- | ----------------------- | ------------------------------------------------------------------------------------------ | -------------- | -------------- | -------------- | ------- |
| 1    | Darin             | „You're Out of My Life” | Henrik Janson (t/m), Tony Nilsson (t/m)                                                    | 51             | 66             | 117            | 4       |
| 2    | Pernilla Wahlgren | „Jag vill om du vågar”  | Daniel Barkman (t), Pernilla Wahlgren (t), Pontus Assarsson (t/m), Jörgen Ringqvist (t/m)  | 12             | –              | 12             | 10      |
| 3    | Andreas Johnson   | „We Can Work It Out”    | Andreas Johnson (t), Bobby Ljunggren (m), Marcos Ubeda (m)                                 | 50             | –              | 50             | 6       |
| 4    | Timoteij          | „Kom”                   | Niclas Arn (t/m), Karl Eurén (t/m), Gustav Eurén (t/m)                                     | 51             | 44             | 95             | 5       |
| 5    | Peter Jöback      | „Hollow”                | Anders Hansson (t/m), Fredrik Kempe (t/m)                                                  | 21             | 11             | 32             | 9       |
| 6    | Ola Svensson      | „Unstoppable”           | Dimitri Stassos (t/m), Alexander Kronlund (t/m), Hanif Sabzevari (t/m), Ola Svensson (t/m) | 47             | –              | 47             | 7       |
| 7    | Jessica Andersson | „I Did It for Love”     | Kristian Wejshag (t), Lars „Dille” Diedricson (m)                                          | 15             | 22             | 37             | 8       |
| 8    | Salem Al Fakir    | „Keep On Walking”       | Salem Al Fakir (t/m)                                                                       | 95             | 88             | 183            | 2       |
| 9    | Anna Bergendahl   | „This Is My Life”       | Kristian Lagerström (t), Bobby Ljunggren (m)                                               | 82             | 132            | 214            | 1       |
| 10   | Eric Saade        | „Manboy”                | Fredrik Kempe (t/m), Peter Boström (m)                                                     | 49             | 110            | 159            | 3       |

Legenda:
     Zdobywca pierwszego miejsca
     Zdobywca drugiego miejsca
     Zdobywca trzeciego miejsca

### Głosowanie
| Numer | Piosenka                | Francja | Grecja | Irlandia | Norwegia | Rosja | Serbia | Göteborg | Luleå | Malmö | Sztokholm | Umeå | Punkty jury | Audiotele/SMS | Audiotele/SMS | Audiotele/SMS | Razem | Miejsce |
| Numer | Piosenka                | Francja | Grecja | Irlandia | Norwegia | Rosja | Serbia | Göteborg | Luleå | Malmö | Sztokholm | Umeå | Punkty jury | Głosy         | %             | Punkty        | Razem | Miejsce |
| ----- | ----------------------- | ------- | ------ | -------- | -------- | ----- | ------ | -------- | ----- | ----- | --------- | ---- | ----------- | ------------- | ------------- | ------------- | ----- | ------- |
| 1     | „You're Out of My Life” | 2       | 12     | –        | 2        | 12    | –      | 2        | 4     | 8     | 8         | 1    | 51          | 209 392       | 12,0%         | 66            | 117   | 4       |
| 2     | „Jag vill om du vågar”  | –       | –      | 6        | 1        | –     | 4      | –        | 1     | –     | –         | –    | 12          | 37 408        | 2,1%          | –             | 12    | 10      |
| 3     | „We Can Work It Out”    | 10      | 10     | 4        | 4        | 4     | 6      | 6        | –     | 4     | 2         | –    | 50          | 59 587        | 3,4%          | –             | 50    | 6       |
| 4     | „Kom”                   | 4       | 6      | 8        | 8        | 2     | 2      | –        | 12    | 1     | –         | 8    | 51          | 188 002       | 10,7%         | 44            | 95    | 5       |
| 5     | „Hollow”                | 1       | –      | –        | –        | –     | –      | 10       | –     | –     | 6         | 4    | 21          | 77 776        | 4,4%          | 11            | 32    | 9       |
| 6     | „Unstoppable”           | 8       | 1      | 12       | -        | 1     | 12     | 4        | 2     | 6     | 1         | –    | 47          | 74 358        | 4,3%          | –             | 47    | 7       |
| 7     | „I Did It for Love”     | –       | 2      | –        | –        | –     | 1      | –        | 6     | –     | –         | 6    | 15          | 110 339       | 6,3%          | 22            | 37    | 8       |
| 8     | „Keep On Walking”       | 12      | –      | 1        | 12       | 10    | 10     | 8        | 10    | 10    | 12        | 10   | 95          | 299 746       | 17,1%         | 88            | 183   | 2       |
| 9     | „This Is My Life”       | –       | 4      | 10       | 6        | 8     | –      | 12       | 8     | 12    | 10        | 12   | 82          | 363 546       | 20,8%         | 132           | 214   | 1       |
| 10    | „Manboy”                | 6       | 8      | 2        | 10       | 6     | 8      | 1        | –     | 2     | 4         | 2    | 49          | 334 750       | 19,1%         | 110           | 159   | 3       |